# 축퇴물질
축퇴물질(縮退物質, degenerate matter)이란 페르미 입자가 페르미-디랙 통계를 따르기 위해 저온에서 나타내는 행동이다.
페르미 입자는 파울리 배타 원리에 의해, 복수의 입자가 동일한 상태를 취할 수 없다. 따라서 어떤 에너지의 값을 취하는 입자의 개수는 그 에너지의 상태의 개수가 그 한계이다. 온도, 즉 입자의 평균 운동 에너지를 낮추면 입자는 낮은 에너지 상태가 된다고 하자. 그러나 낮은 에너지 상태의 입자 수가 한계에 이르면, 나머지 입자는 에너지가 높은 채로 남을 수밖에 없다. 이런 상태가 되는 것을 페르미 축퇴, 혹은 단순히 축퇴라고 한다.
입자의 밀도가 높으면 입자 수의 한계에 도달하기 쉽기 때문에 페르미 축퇴가 일어나기 쉬워진다. 항성 중심핵은 초고밀도에 몇 억 켈빈이라는 고온으로, 축퇴가 일어날 수 있다.
페르미 축퇴가 발생하면 그에 따라 물성에 영향이 나타나며, 이하는 그 예시이다.

## 금속 자유전자
금속의 자유전자는 실온에서 축퇴된다. 낮은 에너지 준위에 있는 전자는 그 위의 에너지 준위 입자 수가 한계에 이르러 있기 때문에, 가열해도 높은 에너지 상태가 될 수 없다. 때문에 열을 받은 전자는 에너지가 높은 전자에 한정되므로, 자유전자의 열용량은 고전 입자로 생각했을 때보다 훨씬 작다. 또 자기장을 걸었을 때 전자가 스핀 상태를 바꾼다 해도, 변한 상태가 이미 점유되어 있으므로 스핀 상태가 변할 수가 없다. 그래서 자화율도 고전 입자에서 생각한 경우보다 훨씬 작은 값이 된다(파울리 상자성).

## 항성핵
항성의 질량이 작을 경우, 중심 핵 온도에 대해 밀도가 높아지기 때문에 플라스마 중의 전자가 페르미 축퇴를 일으킨다. 온도에 비해 에너지가 높은 전자가 많아지므로 압력이 높아진다. 이렇게 발생하는 여분의 압력을 축퇴압(縮退壓, degeneracy pressure)이라고 한다. 통상의 플라스마 압력은 밀도와 온도에 의존하지만 축퇴압은 밀도에만 의존하고 온도에는 의존하지 않는다.
축퇴가 일어나지 않았을 경우에는, 핵융합이 가속됨에 따라 온도가 상승하면 압력을 일정하게 유지하기 위해 밀도가 감소한다. 팽창이 일어나 열이 사용되고 온도가 떨어져 원래 온도로 돌아오는 것이다. 그러나 축퇴된 핵에서는 핵융합이 가속되어 온도가 상승해도 압력이 변하지 않으므로 밀도는 그대로이다. 그래서 온도가 상승하고 핵융합 반응은 계속 가속되어 폭주한다. 이 폭주는 온도가 충분히 높아져 축퇴 상태가 풀릴 때까지 계속된다.
태양 정도 질량의 항성에서는, 헬륨 연소 과정이 시작될 때 중심핵이 축퇴되어 있기 때문에 그 현상이 일어나며, 이를 헬륨섬광이라 한다. 헬륨섬광은 축퇴와는 상관없이 일어나는 경우도 있다.
태양의 7 ~ 8배 정도 질량의 항성에서는 탄소 연소 과정이 시작할 때 이 현상이 일어나 페르미 축퇴가 풀리는 온도까지 상승하기 전에 별 전체가 날아가 버린다. 이것이 초신성 폭발의 일종인 탄소 연소형 초신성이다.

## 밀집성
핵융합 반응이 일어나지 않게 된 항성은 축퇴압과 중력이 평형을 이룰 때까지 수축한다. 이렇게 축퇴압으로 유지되고 있는 별을 밀집성이라 한다.
전자 축퇴압으로 유지되는 별이 백색왜성이고 중성자 축퇴압으로 유지되는 별이 중성자별이다. 또한 쿼크 축퇴압으로 유지되는 쿼크별의 존재가 예측되어 있다.
축퇴압에는 상한이 있다. 전자 축퇴압으로 유지되는 질량 상한선은 찬드라세카르 한계, 중성자 축퇴압으로 유지되는 질량 상한선은 툴먼-오펜하이머-볼코프 한계라고 한다. 질량이 이 한계들을 넘어서면 중력붕괴가 일어난다.
백색왜성이 질량 강착이나 백색왜성끼리의 결합 등으로 인해 질량이 불어나 찬드라세카르 한계를 넘어서면 중력붕괴, 중력에너지가 해방되고 열이 발생한다. 그러면 고온 탄소 핵융합이 시작되고, 백색왜성은 축퇴된 상태이므로 이 핵융합은 폭주, 별 전체가 날아가는 초신성 폭발을 일으킨다.
중성자별이 질량 강착이나 결합 등으로 인해 질량이 불어나 툴먼-오펜하이머-볼코프 한계를 넘어서면 중력붕괴에 의해 블랙홀이 될 것으로 생각된다. 이때 막대한 중력 에너지가 해방되므로, 이로 인해 감마선폭발이 일어나지 않을까 추측되고 있다.

## 같이 보기
- 밀집성
  - 백색왜성
  - 중성자별
- 뉴트로니움